# Петраркізм

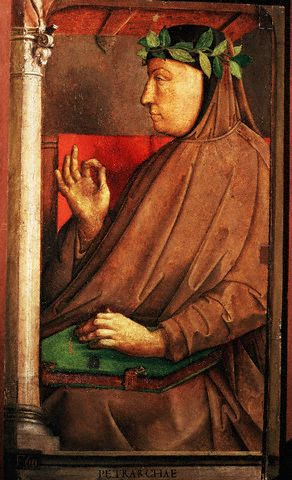
Петрарка. Портрет роботи Юстуса ван Гента. XV ст.

Петраркізм (італ. petrarchismo) — одна з визначальних течій в італійській поезії XVI століття, яка набула поширення і в інших країнах Європи (Франція, Англія, Іспанія, Португалія, Далмація, пізніше — Німеччина). Петраркізм зазвичай розглядають як різновид маньєризму в поезії.

## Виникнення терміна
Термін вперше був використаний видавцем і письменником Ніколо Франко в діалозі «Петраркісти» (1539). У його інтерпретації термін стосувався коментаторів поетичної спадщини Петрарки, які надмірно захоплювалися біографічним підходом і надмірною скрупульозністю в розгляді деталей.

## Зародження петраркізму
Хоча Петрарці в Італії наслідували і в XIV, і в XV століттях (у тому числі Маттео Боярдо, Анджело Поліціано, Якопо Саннадзаро і Лоренцо Медічі), масштабний і системний характер це явище набуло тільки в період Чинквеченто. З усієї спадщини поета відбирається тільки його «Книга пісень», яка тлумачиться як незаперечний канон (колись цей твір конкурував з циклом «Тріумфи»). Канонізація «Канцоньєре» як непорушного взірця поетичного стилю була здійснена насамперед зусиллями П'єтро Бембо, чия книга «Віршів» (перше видання — 1530) фактично кладе початок петраркізмові Чинквеченто. Для поетів-петраркістів було характерним прагнення до формальної витонченості і розсудливості.

## Риси петраркізму
Для поезії петраркізму характерні ідеалізація коханої жінки, зображення переважно платонічних переживань, пов'язаних зі стражданням, осмисленням суперечливості людської природи, емпіричного світосприйняття та християнського спірітуалізму, трагізм протистояння життя і смерті, драма душевного світу людини. Душевні пориви поети-петраркісти ототожнювали з поетичною славою: кохана Петрарки Лаура, що була символом такого сприйняття кохання, асоціювалася з лавром, символом слави. Душевні переживання поставали як нескінченне чергування насолод і страждань, переважання то життя, то смерті. Домінантним для поезії петраркізму був символ вогню та пов'язаних з ним образів Фенікса, Ікара, саламандри, Фаетона тощо. Поезія петраркізму є різновидом еротичної лірики, що розвиває зокрема традиції поезії трубадурів і труверів.

## Представники петраркізму в Італії
Першим великим прихильником петраркізму в Італії, який «взяв петраркізм в редакції Бембо і не перетворився при цьому в банального епігона» , був Джованні Делла Каза. За ним з'явилися неаполітанські поети Анджело ді Костанцо, Луїджі Тансілло, Галеаццо ді Тарсіа; тосканці Аннібале Каро, Мікеланджело, а також поетеси Вітторіа Колона, Вероніка Франко, Ізабелла ді Морра і Гаспара Стампа. Водночас захоплення Петраркою викликало до життя і таке явище, як антипетраркізм, найвідомішим представником якого був Франческо Берні. Антипетраркісти пародіювали вразливі місця петраркістської поетики. Діалог Джордано Бруно «Про героїчний ентузіазм» містить у собі фактичний демонтаж петраркістського коду.

## Петраркізм у Франції
У Франції Петрарці наслідували багато великих поети. Значну роль тут зіграли переклади Клемана Маро, а також діяльність італійського поета Луїджі Аламанні, що працював у Франції . Остаточне оформлення французького петраркізму і становлення петрарківського міфу у Франції вчені відносять до періоду 1533—1539 років.
Вплив «Книги пісень» помітний у Мелле де Сен-Желе, поетів Ліонської школи (Моріс Сев, Луїза Лабе, Пернетта Дюгіє), у поетів Плеяди та Агріппи д'Обіньє, а також у Філіпа Депорта . При цьому вплив італійської моделі поєднувалося тут з реанімацією національної куртуазної традиції. Водночас у прозі нерідко зустрічаються зразки демістификації петраркізму, іронічного трактування ідеалізованої любові (зокрема у Брантома).

## Петраркізм в Іспанії
Найбільш раннім наслідування Петрарці в Іспанії стали 42 сонети маркіза де Сантільяна, написані в 1444 році. Однак системного характеру петраркізм набув тут багато пізніше.

## Петраркізм в Англії
Як у Франції та в Іспанії, мода на петраркізм в Англії утвердилася в 1530-х роках. Першими англійськими петраркістами стилі Томас Ваєт і Генрі Говард, граф Саррі; після їхньої смерті традиція переривається і поновлюється лише в 1570-х роках, у Ф. Сідні, Е. Спенсера, М. Дрейтона і С. Деніела. У сонетах В. Шекспіра засвоєння петраркістських елементів поєднується з їхньою іронічною трансформацією (пор. знаменитий сонет 130).

## Петраркізм в Німеччині
У поезії Німеччини наслідування Петрарці виявляє себе значно пізніше, ніж в інших країнах, і збігається з розвитком поетики бароко (Мартін Опіц, Пауль Флемінг, Андреас Гріфіус). Для німецької поезії характерне поєднання петраркістської традиції зі стоїцизмом.

## Петраркізм у Швеції
Традицію петраркізму у Швеції розвивав Скугечер Бергбу, який опублікував збірку ста сонетів Wenerid (опубліковано 1680, написано до 1650).

## Петраркізм в Дубровнику
Поезією Петрарки захоплювалися й наслідували також поети Далмації, насамперед в літературних колах Дубровника.
Серед представників петраркізму в хорватській літературі можна назвати імена таких поетів, як Марво Ветранович (1482—1576) , Никола Нальєшкович (1505/1508—1587), Марин Држич (1508—1567), Дінко Златарич (1558—1613).

## Петраркізм в українській поезії
На думку літературознавців Юрія Коваліва та Галини Юзьків відгомін стильових тенденцій петраркізму спостерігався і в українській поезії, зокрема у творчості Володимира Сосюри, Володимира Свідзинського, Василя Симоненка та Миколи Вінграновського.